# Sänkbar pump

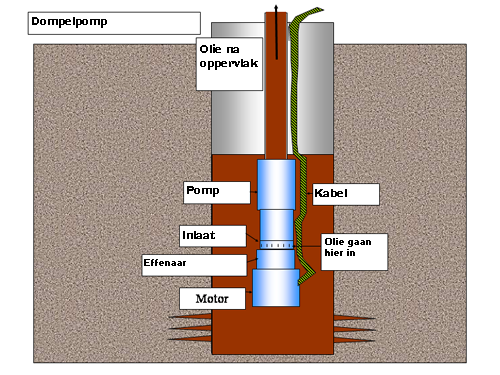
Princip, sänkpumpning

En sänkbar pump, sänkpump eller dränkbar pump, är oftast en form av centrifugalpump som har en hermetiskt tätad motor kopplad till pumpkroppen. Pumpenheten kan sänkas ned i vätskan som ska pumpas. Fördelar med denna pumptyp är att den klarar att pumpa upp vätska från betydligt större djup än vad en sugande pump ovanför vätskenivån klarar, samt att pumptypen hindrar kavitation, ett problem som förknippas med en hög höjdskillnad mellan pumpen och vätskans yta. Kavitation kan resultera i skador på pumpen och inträffar när trycket vid pumpinloppet är för lågt och kan orsaka skador inuti pumpkroppen. Sänkbara pumpar har också mindre problem med luft i sugledningen, jämfört med andra pumpalternativ.

## Princip
Sänkbara pumpar är normalt centrifugalpumpar som i sin tur är en friströmspump eller en så kallad rotodynamisk pump. Principen medger en smal cylindrisk pump, vanligtvis med en elektrisk vidhängd motor med ungefär samma diameter. En serie mekaniska tätningar används för att förhindra vätskan som pumpas, från att komma in i motorn och orsaka en kortslutning. Pumpen kan antingen anslutas till ett rör, eller flexibel slang eller fastsättas och sänkas i gejdrar eller ledningar, så att pumpen sitter i ett vinkelfäste som sedan ansluts till en utgående rörledning.

## Applikationer

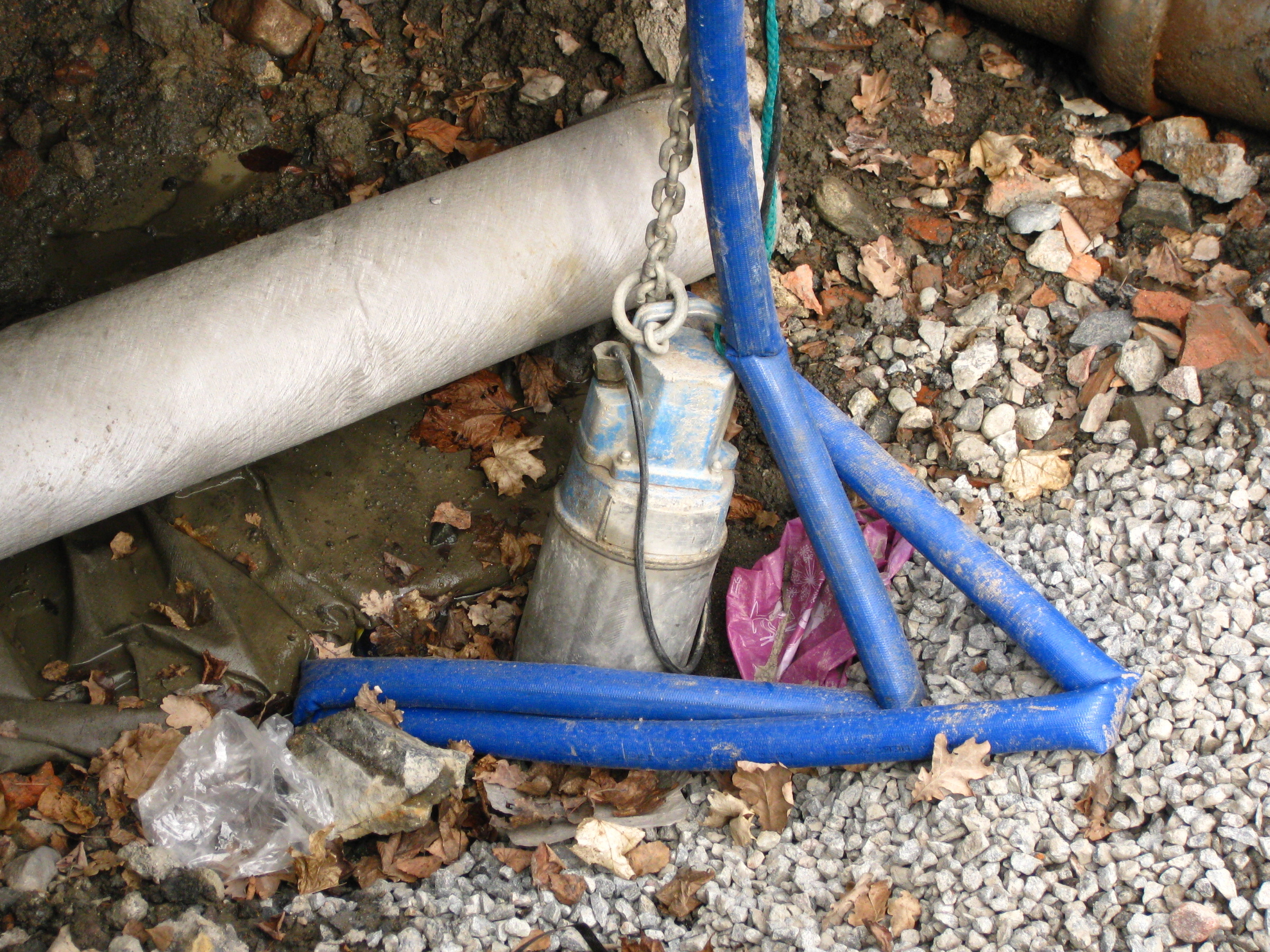
En dränkbar pump dränerar ett dike

Sänkbara pumpar finns i många tillämpningar. Enstegspumpar används för dränering, avlopps-pumpstationer, industriella pumpstationer och gödselpumpning. De är också populära som filterpumpar i akvarium. Flerstegspumpar kan sänkas ned till större djup som till exempel sänkborrade vattenbrunnar. Sänkborrsprincipen är optimerad för diametrar mellan 90 och 254 mm.

### Vattenbrunnar
En vanlig applikation i de hushåll, som inte försörjs av ett centralt vattenledningssystem är separat borrade djupvattenbrunnar, där pumptypen lämpar sig väl. En borrad brunn kan vara allt från några meter till flera hundra meter och vid de flesta djup över några tiotal meter är tekniken med sänkbara pumpar vanligast numera. Tekniken kräver då en pump som hänger i borrhålets nedre del, med en ansluten utgående vattenslang där en fastklamrad elektrisk matarkabel till pumpmotorn är fastgjord. Utifall pumpenheten inte är för tung kan den hängas i själva sugslangen av plast, men i många fall brukar den förankras med en separat draglina, vilket brukar förankras i det övre fäste där slangarna lämnar borrhålet. Denna separata draglina ökar förstås fasthållningen av pumpenheten, men innebär samtidigt en viss möjlighet att en överspänning från ett blixtnedslag kan överföras till motordelen, då draglinan fastgörs i det ytbaserade fordringsröret. Rörens diameter varierar efter krav på tillrinning och när de borrades, men en storlek mellan 10 och 13 cm är vanligt vid borrning för ett normalt hushåll. Utgående slang kan lämna borrhålet på frostfritt djup via en självtätande hake, som skruvas fast i fodringsröret. Vid demontering kan sedan haken, med vidhängande pump, fastsättas i dragverktyg som gängas fast i dess överdel.

### Sänkpumpar i oljekällor

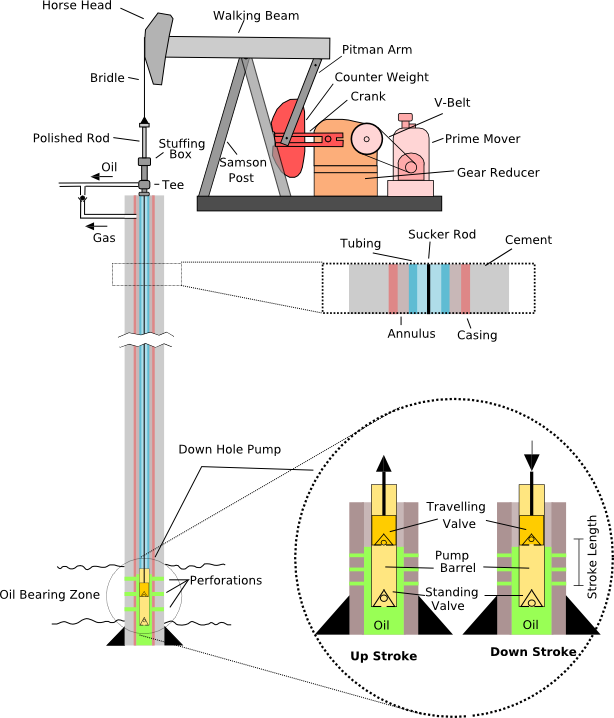
Exempel på markbaserad pumpteknik

Sänkbara pumpar används även för att transportera olja i oljekällor. Genom att minska trycket på botten av källan (genom att sänka bottenhålets flyttryck eller öka uttaget), kan betydligt mer olja pumpas upp jämfört med andra pumpande lösningar. Detta gör elektrisk sänkpumpning (ESP, Electric Submersible Pumping) till en form av "konstgjord hiss" (i motsats till naturliga flöden, tillsammans med gastryckning och olika typer av markbaserade pumpar som så kallade "nickande åsnor" eller skruvpumpar. Nya sorter av elektriska sänkpumpar kan även innehålla vatten/oljeavskiljare som tillåter vattnet att återinsprutas i behållaren utan att behöva lyfta den till ytan. Stora varumärken inom området är Flygt, Grundfos, KSB, ABS och Goulds. 
Den konventionella tekniken att försörja den elektriska pumpmotorn har hittills varit relativt kostsam på grund av att en tillräckligt tålig elektrisk kabel måste klamras vid själva sugslangen och vid eventuella skarvar i vätskemediet, måste dessa göras noggrant för att erhålla en hermetisk fog. Nya typer av rör/slangar kan dock även innehålla ingjuten strömförsörjning, vilket kan eliminera behovet av en parallellt dragen elektrisk matarkabel.
Flerstegspumpar består av ett antal seriekopplade stegkomponenter som ökar trycket på vätskan och trycker det till ytan. Den energi som driver pumpmotorn kommer från en högspänningsledning (3 till 5 kV växelström) som driver en speciell motor som kan fungera vid höga temperaturer på upp till 150 C° och höga tryck upp till 5000, från djupa borrhål på upp till 3,7 km, med en hög energiförbrukning på upp till cirka 1000 hästkrafter (750 kW). Sänkpumpar av cirkulationstyp blir dramatiskt lägre effektiva när gasinblandningen är större än cirka 10 volymprocent vid pumpens intag. Med tanke på deras höga rotationshastighet på upp till 4000 varv per minut (67 Hz) och relativt snäva spel, är de inte heller speciellt lämpliga för ämnen med högre torrhalt som till exempel sand. 
Sänkpumpar kräver särskilda arbetsförhållanden vid förflyttning av kontaminerade vätskor som exempelvis kan uppkomma på översvämmande utrymmen på fartyg. Sänkpumpar i dessa sammanhang, använder en trefasmotor som driver en centrifugalpump. De kan också användas som sugande pumpar ovan vätskeytan, med speciella sugslangar på cirka 50–75 mm som kan motstå den ihopsugande effekten. Den pumpade vätskan sprids runt motorn för kylning, men då det finns en möjlighet att vätskan kan komma läcka in i pumpens motordel och orsaka brand eller förstöra pumpen, bör varmt vatten och brandfarliga vätskor undvikas.